# Нестеренко, Митрофан Акимович
Митрофан Акимович Нестеренко — советский хозяйственный, государственный и политический деятель.

## Биография
Родился в 1904 году в Россоши. Член КПСС с 1940 года.
С 1918 года — на хозяйственной, общественной и политической работе. В 1918—1970 гг. — конторщик и приемщик поездов, слесарь, помощник машиниста, машинист, организатор железнодорожных перевозок, заместитель начальника, начальник Восточно-Сибирской железной дороги, начальник коммерческого управления, начальник Главного пассажирского управления МПС СССР.
Умер в Москве в 1970 году.